# Bombardeig estratègic durant la Segona Guerra Mundial
El bombardeig estratègic durant la Segona Guerra Mundial van ser una sèrie de campanyes de bombardeigs aeris sobre ciutats, atacant indiscriminadament objectius civils, militars i industrials. Van començar amb el Bombardeig de Wieluń i el Bombardeig de Frampol durant la invasió alemanya de Polònia, i que inclogué els diversos bombardeigs del Blitz, el bombardeig enfocat a la moral, la decisiva Campanya del Petroli de la Segona Guerra Mundial, els bombardeigs incendiaris sobre Hamburg i Dresden i els bombardeigs atòmics d'Hiroshima i Nagasaki finals.

## Consideracions legals
La Convenció de la Haia, dirigint els codis de conducta en temps de guerra en terra i mar, s'adaptaren davant el risc del poder aeri. Tot i els repetits intents diplomàtics per adaptar la llei internacional humanitària i incloure la guerra aèria, no van ser adaptats fins tot just abans de l'esclat de la II Guerra Mundial. L'absència d'una llei internacional humanitària positiva no significava que les lleis de la guerra no cobrissin la guerra aèria, però no existia un acord internacional per com interpretar aquesta legislació.

## Europa

### Política sobre els bombardeigs abans de la guerra
Abans de l'esclat de la guerra, el General de la Luftwaffe Walther Wever havia advocat perquè la Wehrmacht tingués una capacitat de bombardeig estratègica, possiblement davant del desig clarament expressat per Adolf Hitler al seu Mein Kampf per atacar la Unió Soviètica. El projecte passà a anomenar-se Bombarder dels Urals, i acabà resultant en el disseny del Dornier Do 19 quatrimotor, així com en l'adaptació del Jukers Ju 89 (també quatrimotor) com a bombarder estratègic. La mort de Wever el juny de 1936 comportà la cancel·lació del projecte, amb els generals Ernst Udet i Hans Jeschonnek demanant que es produïssin bombarders mitjans, afirmant que la construcció d'un bombarder pesat ocuparia els recursos necessaris per a construir dos bombarders mitjans.
El President dels Estats Units, Franklin D. Roosevelt, llavors un país neutral, llançà una petició als principals bel·ligerants per restringir els atacs aeris només sobre objectius militars. L'endemà, francesos i britànics acordaren seguir la petició, però van incloure la previsió de què seria amb l'entendiment que els seus enemics observarien escrupolosament les mateixes lleis de la guerra. Berlín s'esperà fins al 18 de setembre abans d'acceptar la demanda.
El Regne Unit tenia la política d'usar el bombardeig aeri només contra objectius militats i contra infraestructures com ports i vies ferroviàries que tinguessin una importància militar directe. Mentre que es reconeixia que el bombardeig aeri d'Alemanya causaria baixes civils, el govern britànic renuncià a bombardejar deliberadament la propietat civil, fora de les zones de combat, com a tàctica militar explícita. Amb l'inici de la guerra, la por de la venjança va fer que els governs britànic i francès prohibissin les operacions de bombardeig sobre Alemanya, i només es permeteren els atacs sobre les naus de guerra al mar. Aquesta política es relaxà l'11 de maig, quan es permeteren atacs sobre objectius militars i de transport a l'oest del Rin, i s'abandonaren el 15 de maig de 1940, dos dies després del Bombardeig de Rotterdam, quan la RAF obtingué permís per atacar objectius al Ruhr, incloent plantes petrolíferes i d'altres objectius industrials civils que col·laboressin en l'esforç de guerra, com els alts forns que s'autoil·luminaven de nit. El primer atac de la RAF a l'interior d'Alemanya tingué lloc la nit del 15-16 de maig. Els britànics intentaren protegir França de l'atac alemany destruint els recursos alemanys des de l'aire. L'efecte d'aquests bombardeigs va ser el terror, encara que aquest no va ser pas el seu objectiu inicial.
El Govern dels Estats Units entrà en la guerra intentant usar el bombardeg de precisió estratègic a la llum del dia, que va ser emprat amb èxits diversos a Europa, i que mai no ha estat oficialment abandonat com a política. Però el temps a Alemanya, en particular durant els mesos d'hivern, sovint ocasionava que els objectius primaris estiguessin coberts de núvols, i llavors els objectius secundaris estaven sovint situats al centre de les ciutats i bombardejats mitjançant mètodes de bombardeig imprecís com el ràdar H2X. Per exemple, concret el 15 de febrer de 1945, el centre històric de Dresden va ser bombardejat usant el H2X perquè l'objectiu principal, la planta de petroli sintètic propera a Leipzig, estava coberta de núvols. Quan la USAAF preveia núvols sobre l'objectiu, sovint llançava un combinat de bombes incendiàries i d'alt explosiu. Sobre el Japó, en canvi, el bombardeig de precisió es demostrà impracticable i els Estats Units l'abandonaren en favor del bombardeig de zones.

### Campanya de setembre

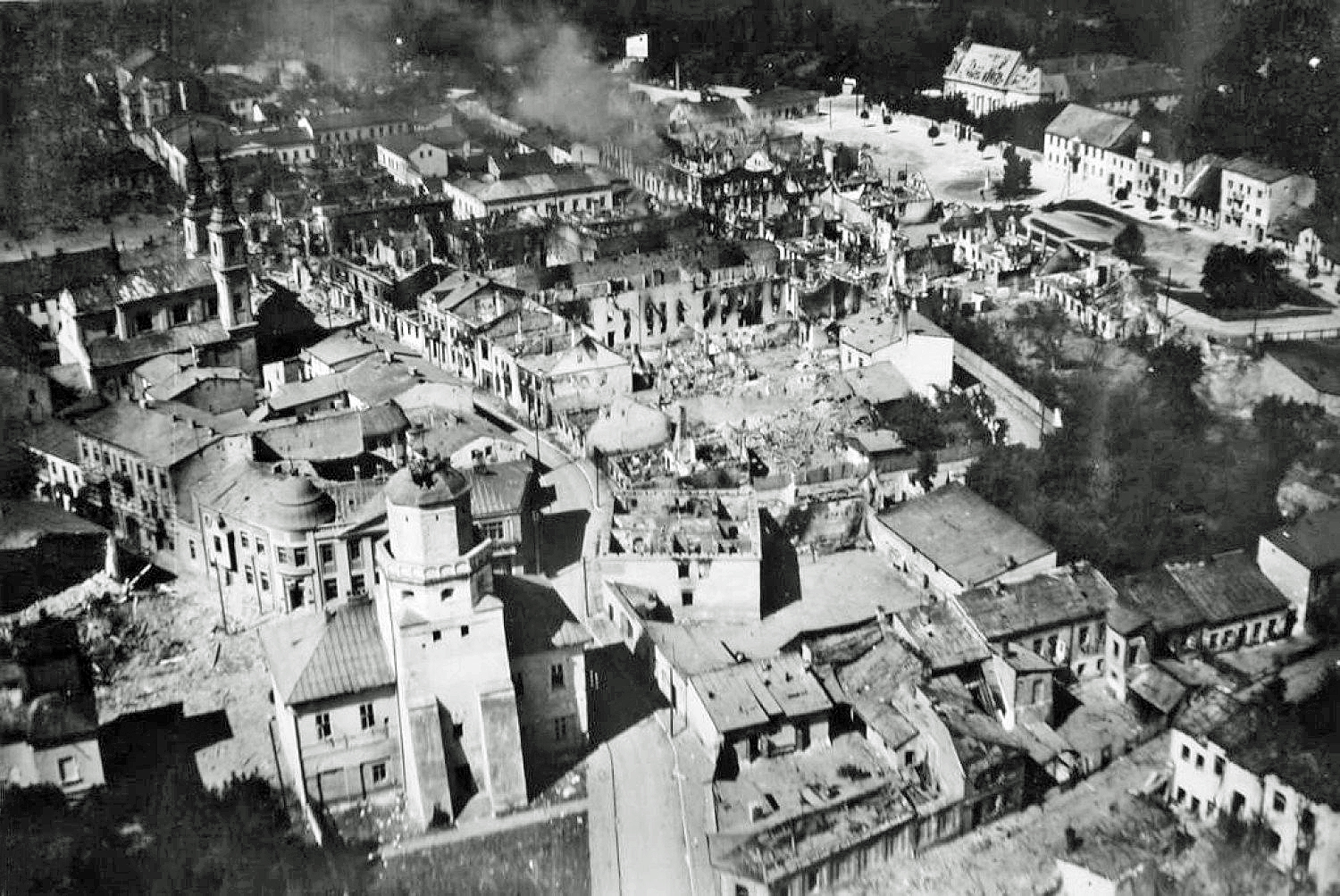
Wieluń, la primera ciutat polonesa destruïda pel bombardeig de la Luftwaffe, l'1 de setembre de 1939. Els bombarders alemanys van destruir el 75% dels edificis, incloent un hospital clarament senyalat i la històrica església gòtica, matant aproximadament uns 1.200 civils

Des de l'inici de la guerra, la Luftwaffe llançà atacs aeris en massa contra les ciutats poloneses, bombardejant objectius civils,
hospitals, escoles i població civil, incloent refugiats. Refugiats i tropes anaven junts per les carreteres, i eren atacats sense miraments. Ciutats com Varsòvia, Wieluń, Frampol i moltes d'altres van ser destruïdes pels bombardeigs alemanys indiscriminats. En el cas de Frampol, la ciutat va ser destruïda com a prova per determinar els efectes i la cura del bombardeig.
Les directrius lliurades a la Luftwaffe per a la Campanya Polonesa eren evitar que la Força Aèria Polonesa pogués influenciar els combats a terra. A més, haurien de donar suport a l'avanç de les tropes terrestres mitjançant el suport tàctic directe i indirecte mitjançant atacs contra els centres de mobilització polonesos i endarrerint la concentració estratègica de tropes poloneses i impedir la mobilitat dels reforços polonesos mitjançant la destrucció de les vies ferroviàries. Es realitzaren preparatius per a un atac concentrat (Operació Wasserkante) per tots els bombarders contra objectius a Varsòvia. El bombardeig de nusos ferroviaris, de carreteres i concentracions de tropes van malmetre els plans de mobilització polonesos, mentre que els atacs contra objectius civils i militars a les ciutats va dificultar el control i el comandament, destruint l'antiquat sistema de senyals polonès: Pocs dies després, la superioritat numérica i tecnològica de la Luftwaffe va destruir la Força Aèria Polonesa.
Les bases de la Força Aèria Polonesa per tot el país, inclosa la fàbrica d'avions PZL de Varsòvia també van ser objecte dels bombardeigs de la Luftwaffe des de l'1 de setembre. Els posteriors atacs sobre objectius a Varsòvia van incloure instal·lacions civils i edificis històrics, instal·lacions hídriques, hospitals, mercats, escoles i els ponts sobre el riu Vístula, els centres de comunicació de la rodalia i els magatzems de munició. El 13 de setembre, seguint ordres del ObdL d'atacar els barris jueus de Varsòvia, justificat mitjançant suposats crims comesos contra soldats alemanys, però probablement en resposta a la derrota recent davant soldats polonesos, i realitzat com a atac de terror, 183 bombarders van sortir amb una càrrega de bombes incendiàries i d'alt explosiu, informant que havien destruït el barri jueu. El 22 de setembre, Wolfram von Richthofen ordenà: s'ha d'aprofitar la darrera oportunitat per a un experiment a gran escala d'atac de terror... Es portaran a terme tots els esforços necessaris per destruir totalment Varsòvia. La seva petició va ser denegada; però Hitler llançà un ordre per evitar que els civils abandonessin la ciutat i per prosseguir amb el bombardeig, creient que així els polonesos es rendirien abans.
Les primeres bombes que van caure sobre Alemanya durant la guerra van ser llançades des d'un únic PZL.23 Karaś polonès del 21è Esquadró sobre una fàbrica de la ciutat d'Ohlau (avui Olawa). Tot i que la Força Aèria Polonesa tenia una petita flota de bombarders d'abast mitjà com el PZL.37 Łoś, abans que les atrocitats alemanyes fossin conegudes, els oficials polonesos van negar-se a realitzar missions de bombardeig estratègic sobre objectius a Alemanya per motius humanitaris.
El 14 de setembre, l'adjunt de l'aviació francesa a Varsòvia informà a París que "...la força aèria alemanya actua d'acord amb les lleis internacionals de la guerra (...) i bombardeja només objectius de naturalesa militar. Per tant, no hi ha motiu per a les represàlies franceses". Aquell dia (Roix ha-Xanà, l'any nou jueu), els atacs alemanys es concentraren de nou contra la població jueva de Varsòvia, bombardejant el barri jueu i marcant com a objectius les sinagogues. Tres dies després, Varsòvia quedava envoltada per la Wehrmacht i centenars de milers de pamflets van ser llançats sobre la ciutat, donant instruccions als habitants perquè evacuessin la ciutat davant d'un possible bombardeig. El 25 de setembre, la Luftwaffe realitzà 1.150 sortides i llança 560 tones d'alt explosiu i 72 tones de bombes incendiàries. Per conservar la força de les unitats de bombarders davant la propera campanya occidental, els moderns bombarders He 111 van ser substituïts pels Ju 52 de transport, usant mètodes primitius pels bombardeigs. Els forts vents van fer que el resultat fos encara menys acurat, causant baixes fins i tot entre les tropes alemanyes. Com a resultat del bombardeig artiller i aeri, la intensa lluita als carrers entre les unitats blindades i d'infanteria alemanyes i la infanteria i artilleria poloneses, un 10% dels edificis de Varsòvia van quedar destruïts, i uns 40.000 habitants van perdre la vida.

### El Front Occidental – setembre de 1939 a juny de 1940
Després de la invasió alemanya de Polònia i la subseqüent declaració de guerra per part dels Aliats Occidentals, ni a la OKW Direktive Nr 2 ni a la Luftwaffe Direktive Nr 2 de Hitler no es feia pas cap menció dels atacs de bombardeigs estratègics, mentre que els atacs contra les forces navals enemigues es permetien només si l'enemic bombardejava Alemanya, amb l'excepció de la costa alemanya, notant que el principi ha de ser no provocar l'inici d'una guerra aèria enlloc d'Alemanya, en contrast amb la directiva de Göring en la qual es permetien atacs restringits contra els vaixells on fos, sempre que transportessin tropes pel mar.
La Gran Bretanya i França declararen la guerra a Alemanya el 3 de setembre. Al Front Occidental, els primers mesos de la guerra es caracteritzaren per la guerra propagandistica: les forces de bombarders d'ambdós bàndols iniciaren una sèrie de missions de llançament de pamflets durant els mesos d'hivern de 1939/40. La Royal Air Force britànica bombardeja vaixells militars alemanys tant a mar obert com a ports, tot i que atacar objectius en terra i vaixells en port estava prohibit davant el risc de causar baixes civils. Els alemanys llançaren atacs contra les bases navals britàniques de Rosyth i Scapa Flow el 16 i 17 d'octubre. Un atac contra Scapa Flow el 16 de març de 1940 causà les primeres baixes civils a la Gran Bretanya a causa del bombardeig alemany, la qual cosa provocà un nou atac britànic, aquest cop contra la base d'hidroavions alemanya de Hörnum.
El 10 de maig de 1940, Alemanya envaí Bèlgica, els Països Baixos i Luxemburg, travessant les Ardenes i penetrant a França en un cop ràpid que comportaria un ràpid final a la guerra. Mentre que la batalla de França s'iniciava el 10 de maig de 1940, 3 bombarders alemanys del KG 51 bombardejaren erròniament la ciutat alemanya de Friburg de Brisgòvia en comptes de l'aeroport francès de Dole-Taveux, a l'haver perdut el rumb per damunt la Selva Negra. La propaganda alemanya no va trigar a denunciar-ho com un "atac terrorista aliat", i no va ser fins al 1956 en què l'error va ser tret a la llum pels investigadors. Mentre que els bombarders lleugers i mitjans aliats provaven de retardar la invasió alemanya atacant les columnes de tropes i els ponts, el Gabinet de Guerra britànic donà permís a atacs limitats de bombarders contra les comunicacions alemanyes, marcant com a objectius les carreteres i les vies ferroviàries a l'oest del Rin. Les primeres bombes britàniques que van caure sobre una ciutat alemanya van ser la nit de l'11/12 de maig de 1940 a Mönchengladbach, quan el Comandament de Bombarders provava d'atacar les carreteres i vies fèrries prop de la frontera entre Alemanya i els Països Baixos; i provocà la mort de quatre persones. Abans s'havien atacat objectius sobre Gelsenkirchen, el 14/15 de maig.

#### El bombardeig de Rotterdam
Per tal de fer que els holandesos s'avinguessin als termes de la rendició, els alemanys amenaçaren de bombardejar Rotterdam. Després que els alemanys lliuressin un segon ultimàtum, semblà que l'esforç havia fracassat, i el 14 de maig de 1940 s'ordenà als bombarders de la Luftwaffe que bombardegessin Rotterdam per tal d'aconseguir la capitulació de la ciutat assetjada. El controvertit bombardeig de la ciutat marcà com a objectiu el centre de la ciutat, en lloc d'oferir suport tàctic directe per a la 22a divisió d'infanteria del tinent general Sponeck, que estava en combat amb les tropes neerlandesses al nord-oest de la ciutat, així com a la part oriental de la ciutat, als voltants del pont sobre el Mosa.
Mentre les negociacions per a la rendició progressaven, amb un plenipotenciari neerlandès i d'altres negociadors es retardaven mentre que es dirigien cap a les línies alemanyes, es va intentar sense èxit aturar l'atac.

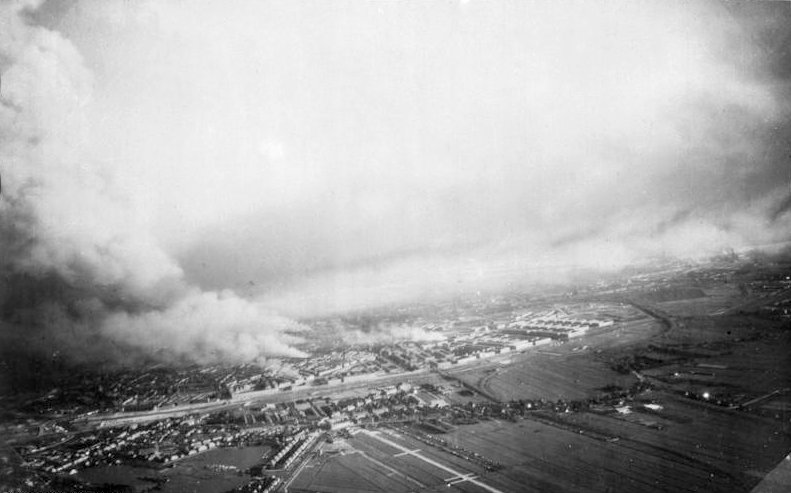
El centre de la ciutat de Rotterdam en flames després del bombardeig alemany.

Però malgrat tot, 57 Heinkel He 111s (d'uns 100) van llançar 97 tones de bombes, i l'incendi resultant devastà 2,8 km² del centre històric de la ciutat, incloent 21 esglésies i 4 hospitals, i matant entre 800 i 1000 civils, ferint més de 1.000 i deixant sense llar a 78.000. Prop de 25.000 cases, 2.320 botigues, 775 magatzems i 62 escoles van ser destruïdes.
Les agències de premsa internacionals van exagerar enormement els fets, retratant Rotterdam com una ciutat destruïda sense pietat pel bombardeig de terror sense mirar per la vida civil, amb més de 30.000 persones mortes sota les runes. El clam era cert: el bombardeig era contrari a objectius ben definits, en suport directe a les operacions de la Wehrmacht. Els alemanys havien amenaçat de bombardejar Utrecht de la mateixa manera, i l'amenaça d'un bombardeig així per segona vegada va ser suficient per aconseguir la rendició dels Països Baixos davant de l'Alemanya Nazi.

#### Primers atacs de la RAF sobre Alemanya
Després de l'atac de Rotterdam, el Comandament de Bombarders de la RAF va ser autoritzat per atacar objectius alemanys a l'est del Rin el 15 de maig de 1940; el Ministeri de l'Aire autoritzà al Mariscal de l'Aire Charles Portal a atacar objectius al Ruhr, incloent plantes de petroli i d'altres objectius de la indústria civil que donés suport a l'esforç bèl·lic alemany, com els grans forns (que s'autoil·luminaven de nit). El primer atac tingué lloc la nit del 15/16 de maig, amb 96 bombarders atacant objectius a l'est del Rin, 78 dels quals contra objectius petrolers. De tots ells, només 24 afirmaren haver trobat els seus objectius. La campanya de bombardeig estratègic del Comandament de Bombarders sobre Alemanya havia començat. La nit del 17/18 de maig, el Comandament de Bombarders de la RAF bombardejà instal·lacions petroleres a Hamburg i Bremen, causant sis grans incendis, un moderadament gran i 29 de petits, 47 persones van morir i 127 van ser ferides. La mateixa nit van atacar-se les línies ferroviàries a Colònia. Durant el mes de maig, les ciutats d'Essen, Duisburg, Düsseldorf i Hannover van ser atacades de manera similar per primera vegada pel Comandament de Bombarders, mentre que al juny es van atacar les ciutats de Dortmund, Mannheim, Frankfurt i Bochum. En aquells moments, el Comandament de Bombarders no disposava dels sistemes tècnics de navegació i bombardeig, i els bombarders nocturns no eren gent acurats, llançant-se les bombes sobre una gran zona sobre Alemanya. Dies després que la Luftwaffe ataqués París, la nit del 7/8 de juny de 1940, un únic bombarder Farman F.223 de la marina francesa atacà Berlín.

### ElBlitzde Londres

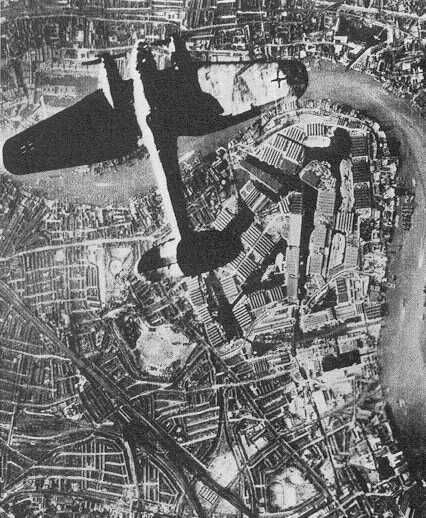
Un Heinkel 111 alemany sobre els Surrey Docks, Londres.

Els britànics havien quedat profundament afectats per la campanya de bombardeigs estratègics alemanys durant la I Guerra Mundial, car havia estat la primera vegada en centenars d'anys que Londres havia estat atacada amb èxit per un enemic. Durant els anys d'entreguerres, els càlculs britànics dels efectes d'una bombardeig estratègic van suggerir que un atac estratègic sobre les ciutats enemigues usant la darrera generació de bombarders eliminaria l'enemic de la guerra sense la necessitat d'arribar al punt mort de la guerra de trinxeres. A més, es creia de manera generalitzada que no hi havia defensa possible contra els bombarders (d'ací la famosa afirmació de Sir Stanley Baldwin conforme els bombarders sempre passaran). Això, juntament amb el fet que els bombarders britànics no tenien prou radi d'acció ni quantitats d'aeronaus per poder causar un gran dany sobre Alemanya van ser factors importants en l'adopció britànica de la política d'apaivagament d'Adolf Hitler durant la dècada dels 30. La destrucció de Londres mitjançant una campanya de bombardeig estratègic mitjançant bombes convencionals i gasos tòxics s'esperava que seria catastròfica.
Quan esclatà la guerra el 1939, la RAF només tenia 488 bombarders de tota mena, la major part d'ells obsolets, i amb només 60 dels quals eren els nous Vickers Wellington. La resta no tenien prou radi d'acció per arribar fins al Ruhr, no tenien prou armament defensiu, i no podien carregar una gran quantitat de bombes; a més que mancaven coses tan bàsiques com mapes d'Europa per navegar fins als objectius. A més, per les mateixes dificultats de navegació nocturna, es desestimaren els petits objectius a llarga distància i que requerissin atacs acurats.
Alemanya, en canvi, havia abandonat els plans per produir bombarders estratègics. Amb els recursos tècnics al límit de les seves possibilitats per tal d'abastir altres necessitats, la doctrina de la Luftwaffe es dirigia a proveir d'un suport proper al Heer, i amb el benefici de les experiències pràctiques a Espanya, els dissenyadors alemanys enfocaren els seus objectius cap a bombarders tàctics per ser usats com a artilleria aèria per a l'exèrcit, així com caces per protegir-los. Quan la lluita a l'Europa Occidental s'inicià, les 3 majors potències europees (Alemanya, Gran Bretanya i França) es concentraren en el bombardeig tàctic durant el dia. Els Stukas i els bombarders mitjans eren molt efectius en el paper de suport, l'Armée de l'Air, degut tant als conflictes polítics inter-departamentals i a la manca de preparació logística, va ser incapaç d'usar els seus grans nombres d'avions moderns, i els britànics descobriren que la valentia no era un bon substitut de l'entrenament, la doctrina de combat i l'equipament
Quan el 22 de juny de 1940, al final de la batalla de França, França signà l'armistici amb Alemanya. Però la Gran Bretanya estava decidida a seguir la lluita, encara que fos sola. L'1 i el 2 de juliol, els britànics atacaren els creuers Scharnhorst; i Prinz Eugen al port de Kiel i l'endemà, 16 bombarders de la RAF atacaren les instal·lacions ferroviàries alemanyes d'Hamm. Finalment, el 10 de juliol, la Luftwaffe llançà una campanya de bombardeig estratègic contra el Regne Unit. Així s'iniciaria la primera fase del que s'anomenaria la batalla d'Anglaterra. La batalla s'inicià amb tímids atacs contra els vaixells costaners britànics, mentre que Hitler clamava perquè els britànics acceptessin la pau, però aquests es negaren fins i tot a negociar.
La Directiva N. 17 de Hitler, publicada l'1 d'agost de 1940 i sobre la conducció de la guerra contra la Gran Bretanya, prohibia específicament a la Luftwaffe llançar atacs de terror per iniciativa pròpia, i es reserva el dret d'ordenar atacs de terror per a ell mateix, tot i els atacs portats a terme pel Comandament de Bombarders de la RAF contra les indústries situades a les ciutats alemanyes des de maig de 1940. L'orde general de Hermann Göring publicada el 30 de juny sobre la guerra contra la fortalesa insular se'n feia ressò:
| «                | La guerra contra Anglaterra ha de restringir-se a atacs destructius contra la indústria i els objectius de la força aèria que no estan gaire defensades... L'estudi més conscient de l'objectiu, quins són els punts vitals de l'objectiu, és un requisit previ per a l'èxit. També cal dir que s'han de fer tots els esforços possibles per evitar les pèrdues innecessàries de vides entre la població civil. | » |
| — Hermann Göring | |   |

El 8 d'agost de 1940, els alemanys atacaren les bases de caces de la RAF. Però donat el creixent nombre de baixes que estava suportant la Luftwaffe durant la Batalla d'Anglaterra, aquesta començà a usar un nombre en increment de bombarders durant la nit. La setmana del 12 d'agost, la Luftwaffe realitzà almenys una quarta part de les seves sortides durant la nit, i la darrera setmana d'agost, la meitat de les missions es volaven en la cobertura de la foscor. El 19 d'agost, Göring ordenà un gran atac nocturn sobre Liverpool, i digué als seus comandants que eren lliures per decidir els qualsevol objectiu a part de Londres i Liverpool. Malgrat les ordres de Hitler de no atacar Londres, la ciutat va ser bombardejada el 15 d'agost. També hi hagué d'altres atacs nocturns sobre Londres les nits del 18/19, 22/23, 24/25, 25/26 i 28/29.
La nit del 24 d'agost diversos bombarders alemanys bombardejaren zones residencials de Londres accidentalment. L'endemà, la Royal Air Force bombardejà Berlín per primera vegada en una incursió de represàlia, atacant l'aeroport de Tempelof i les fàbriques de Siemens a Siemenstadt, però donada la seva manca d'acurament, va ser vist com un bombardeig indiscriminat pels alemanys, la qual cosa enfurismà a Hitler qui, en un discurs pronunciat el 4 de setembre, anuncià que la pirateria nocturna dels britànics seria resposta en una ofensiva nocturna concentrada contra l'illa, i especialment contra Londres.
| «              | L'altre nit els anglesos van bombardejar Berlín. És així. Però aquest és un joc en el qual els dos poden jugar. Quan la Força Aèria Britànica llanci 2.000 ó 3.000 ó 4.000kg de bombes, llavors nosaltres llançarem 150.000, 180.000, 230.000, 300.000, 400.000kg en una única nit. Quan declarin que atacaran les nostres ciutats sense mesura, nosaltres esborrarem les seves ciutats. El final arribarà quan un de nosaltres caigui, i no serà l'Alemanya Nacional Socialista! | » |
| — Adolf Hitler | |   |

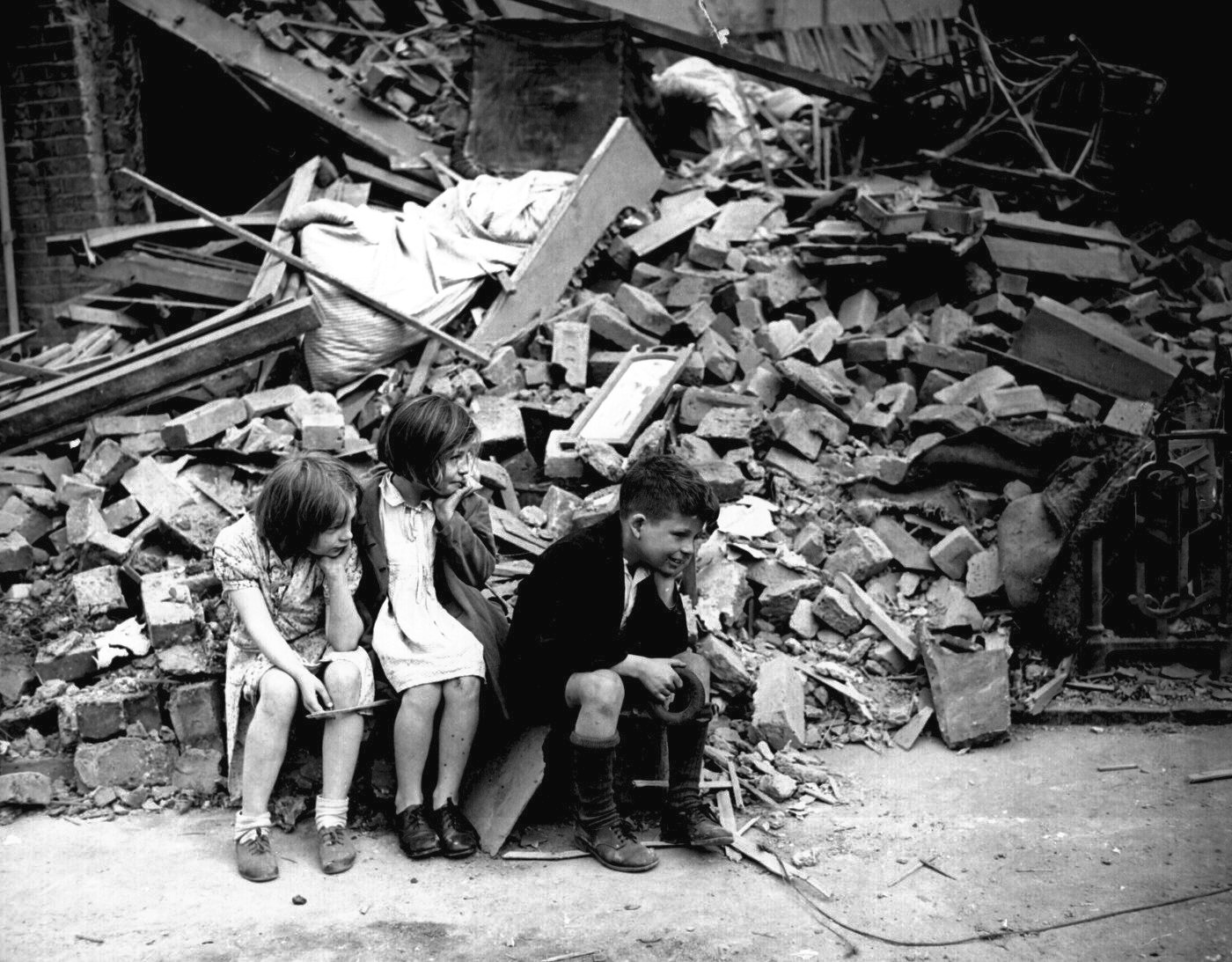
"Nens de l'est de Londres sense llar pels atacs nocturns de la Luftwaffe, esperant a les runes del que havia estat la seva llar. Setembre de 1940 (Arxius Nacionals)

La Luftwaffe, a la que Hitler havia prohibit bombardejar les zones civils del Regne Unit, ara rebia l'ordre de bombardejar-les. Començava El Blitz. Els bombardeigs de Varsòvia i Rotterdam havien estat en part decisius en tant a obligar els governs respectius a demanar la pau; i per a Hitler no semblava que hi hagués d'haver cap motiu per suposar que una tàctica semblant pogués fallar contra els britànics. Aquesta decisió era, en part a més, reconeixement de la derrota de la Luftwaffe en assolir els seus objectius per tal de poder llençar l'Operació Lleó Marí; però al mateix temps, Göring confiava encara en què el Comandament de Caces de la RAF s'esgotaria i que un gir de la sort li portaria la victòria al final. Així que Göring inicià un atac dia i nit contra la capital britànica. El 7 de setembre, la Luftwaffe realitzà 372 sortides de bombarders i 642 de caces contra objectius a l'Est de Londres, on la zona portuària estava en flames dels atacs dels dies anteriors. Si bé l'atac del 7 de setembre de 1940 no va ser totalment per tal de crear terror entre la població, ja que el seu objectiu primari eren els ports de Londres, clarament sí que hi havia una esperança assumida d'espantar la població londinenca., fins al punt de què assolir la destrucció de la voluntat de seguir combatent de la població civil es convertí, potser, en el factor principal. Durant la nit tingueren lloc 255 sortides més de bombarders. El matí del 8 de setembre havien mort 430 londinencs. La Luftwaffe publicà la notícia que s'havia llançat més d'un milió de kilos de bombes sobre Londres en només 24 hores. Durant dos dies més, forces de similar importància entraren en acció, tot i que no arribaren mai a la potència del dia 7. Però el bombardeig nocturn tenia un problema: si apuntar bé sobre els objectius ja era difícil a la llum del dia, de nit era de fet impossible. Els caiguts britànics eren molts; però l'esperada caiguda de la moral britànica no tingué lloc, sinó que els bombardeigs estimularen la voluntat de resistir. Una fotografia mostrant la catedral de Saint Paul envoltada de fum esdevingué una de les icones del moment.
A més de Londres, diverses ciutats angleses més ban ser bombardejades durant el Blitz de 9 mesos, incloent Birmingham, Liverpool, Southampton, Manchester, Bristol, Belfast, Cardiff, Clydebank, Kingston upon Hull i Coventry. Sir Basil Collier, autor de "La defensa del Regne Unit", la història oficial britànica, va escriure que:
| «                   | Si bé el pla adoptat per la Luftwaffe a inicis de setembre havia mencionat atacs sobre la població de les grans ciutats, els informes detallats dels atacs fets durant la tardor i l'hivern de 1940-41 no indiquen que els atacs indiscriminats sobre les ciutats fossin intencionats. El punts principalment seleccionats eren les grans fàbriques i els ports. Els altres objectius incloïen la City de Londres i el barri governamental de Whitehall. | » |
| — Sir Basil Collier | |   |

Malgrat que hi hagué grans danys i la vida diària de la població civil va quedar afectada, el bombardeig del Regne Unit fracassà. Les defenses britàniques esdevingueren formidables, i les pèrdues de la Luftwaffe augmentaren en una escala que excedia en molt els resultats assolits. Fins i tot, l'ús dels veloços Ju 88 escortats per un gran nombre de Bf 109 no aconseguí contenir el càstig al qual estava sotmès la Luftwaffe, i la pèrdua de 60 avions alemanys el 15 de setembre constituí una prova més que la meta de la superioritat aèria estava tant lluny com sempre. El 17 de setembre, Hitler ordenà que l'Operació Lleó Marí s'ajornés indefinidament., mentre que Alemanya es concentrava en el seu atac sobre la Unió Soviètica.

### Bombardeigs posteriors dels alemanys

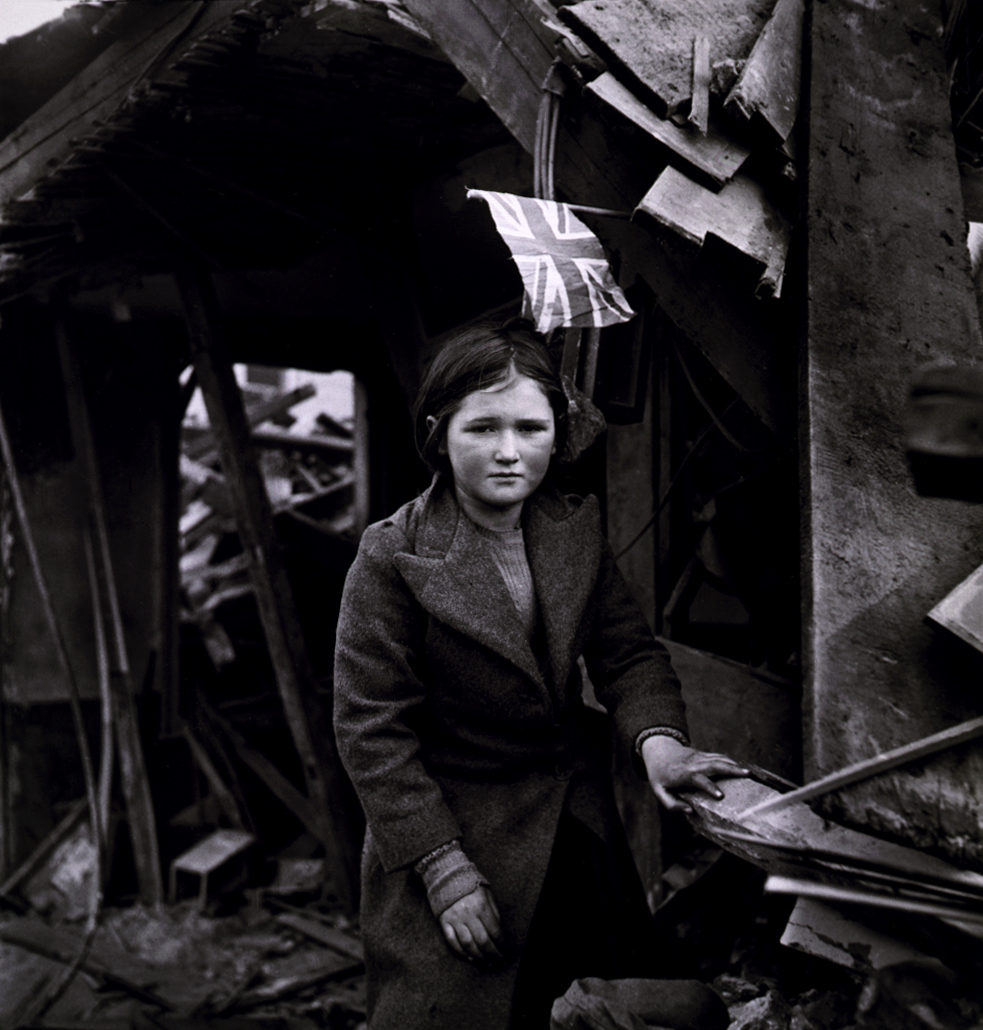
Després d'un atac de coets V-2 a Londres, 27 de gener de 1945

El període de calma relativa finalitzà a l'abril de 1942, quan després d'un un atac de la RAF destructiu sobre la ciutat medieval Hanseàtica de Lübeck, Hitler ordenà contraatacar a la Luftwaffe, iniciant-se el que s'anomenaria el Blitz Bardeker:
| «                                                                                               | El Führer ha ordenat que la guerra aèria contra Anglaterra doni un pas més agressiu. Així doncs, quan els objectius hagin estat seleccionats, la preferència la tindran aquells atacs que causin el major efecte possible sobre la vida civil. Juntament amb els atacs contra els ports i la indústria, s'han de llançar atacs altres ciutats amés de contra Londres. El sembrar mines s'ha de disminuir en favor d'aquests atacs. | » |
| — Senyal del quarter general del Führer a l'Alt Comandament de la Luftwaffe, 14 d'abril de 1942 | |   |

El gener de 1944, es llançà una nova temptativa per malmetre la moral britànica amb el llançament de la fracassada Operació Steinbock, anomenada "the Baby Blitz" pels britànics, donada la petita escala dels atacants. Donada la inferioritat numèrica i qualitativa de les forces de bombarders alemanyes en aquells moments, així com la incapacitat dels caces per escortar als bombarders de manera segura per un espai aeri dominat per l'enemic, el mitjà més efectiu per llançar bombardeigs estratègics era mitjançant el bombardeig de terror mitjançant les armes de venjança: els míssils balístics V-1 i V-2. Entre el 13 de juny i el 8 de setembre de 1944 van ser usats per llançar atacs de terror contra Londres i zones al sud d'Anglaterra, a més d'algunes més que van ser llançades contra París, Lieja, Lilla i Anvers.
Els britànics i els nord-americans dirigiren part de la seva estratègia de bombarders a l'erradicació d'aquesta amenaça mitjançant l'Operació Ballesta. El desenvolupament de la V-2 va quedar retardat gràcies a l'atac de Peenemünde (Operació Hidra) a l'agost de 1943.
L'historiador britànic Frederick Taylor afirma que tots els bàndols van bombardejar les ciutats de l'enemic durant la guerra. Un milió i mig de ciutadans soviètics, per exemple, van morir a causa dels bombardeigs alemanys durant la invasió i l'ocupació de la Unió Soviètica. Això és equivalent a la xifra de ciutadans alemanys que van morir durant els atacs aliats.

### La resposta britànica
| Ciutat      | percentatge destruït |
| ----------- | -------------------- |
| Berlín*     | 33                   |
| Colònia*    | 61                   |
| Dortmund*   | 54                   |
| Dresden*    | 59                   |
| Düsseldorf* | 64                   |
| Essen*      | 50                   |
| Frankfurt*  | 52                   |
| Hamburg*    | 75                   |
| Leipzig*    | 20                   |
| Múnic*      | 42                   |
| Bochum      | 83                   |
| Bremen      | 60                   |
| Chemnitz    | 41                   |
| Dessau      | 61                   |
| Duisburg    | 48                   |
| Hagen       | 67                   |
| Hannover    | 60                   |
| Kassel      | 69                   |
| Kiel        | 50                   |
| Magdeburg   | 41                   |
| Mannheim    | 64                   |
| Nuremberg   | 51                   |
| Stettin     | 53                   |
| Stuttgart   | 46                   |

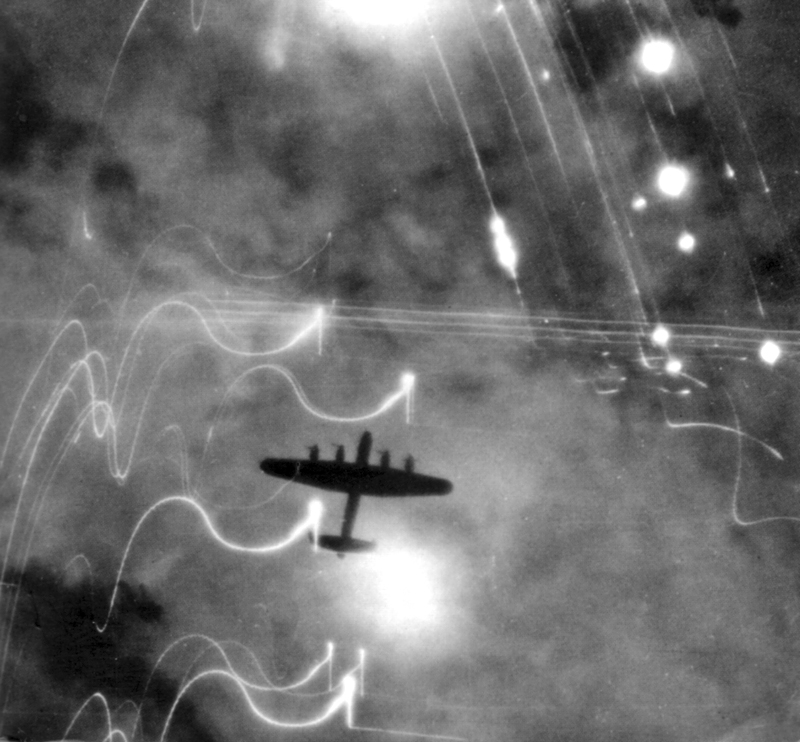
Un Avro Lancaster sobre Hamburg.

Els britànics començaren a bombardejar objectius a Alemanya la nit de l'11/12 de maig de 1940, amb atacs a ponts de carreteres i ferroviaris darrere la frontera alemanya. Els atacs contra els objectius industrials i militars s'iniciaren el 15/16 de maig, després del bombardeig de Rotterdam. Les restriccions britàniques als bombardeigs es relaxaren el 9 de setembre, dos dies després que s'iniciés el Blitz sobre Londres, quan les tripulacions dels bombarders reberen instruccions per atacar qualsevol objectiu si no podien trobar el que tenien marcat.
El primer bombardeig de zona deliberat sobre Alemanya va ser el 16 de desembre, quan bombardejaren Mannheim. Les ordres preveien un atac sobre una ciutat alemanya sense cap altre objectiu específic que el centre industrial. L'atac tenia les mateixes bases que un atac alemany contra Coventry realitzat un mes abans.
El 14 de febrer de 1942, es publicà la Directiva N.22 pel Comandament de Bombarders. Els bombardeigs havia d'enfocar-se sobre la moral de la població civil i en particular dels treballadors industrials. Les fàbriques ja no serien objectius més temps. Els efectes del bombardeig estratègic no s'havia entès gaire en aquells moments i estava molt sobrevalorat. Particularment durant els dos anys de la campanya, ben pocs coneixien els pocs danys causats i com ràpidament els alemanys podien substituir la producció perduda; malgrat les lliçons que havien après en la seva pròpia pell durant el Blitz.
A poc a poc s'anaren adonant que la campanya tenia escassos efectes. Malgrat que cada vegada s'anaven deixant anar més i més bombes, el poc acurament dels llançaments era tal que les bombes que queien fins a cinc milles de l'objectiu es considerava un "tocat" a efectes estadístics, i encara amb aquestes concessions, l'Informe Butt deixava clar fins a quantes bombes es perdien. S'arribà a tal extrem que en alguns moments els mateixos alemanys no podien decidir quina ciutat (no pas quina instal·lació de la ciutat) era l'objectiu, ja que els cràters causats per les explosions estaven molt escampats.
La solució a aquests problemes es buscà de dues maneres: en primer lloc s'abandonà el bombardeig d'instal·lacions vitals en favor del bombardeig de zona (aquest canvi de política va ser acordat pel Cabinet el 1941 i, a inicis de 1942, es publicà una nova directiva i el Mariscal de l'Aire Arthur Harris va ser nomenat per portar a terme la missió); i en segon lloc, a mesura que la campanya avançava, les millores en la punteria de la RAF arribaren amb millors tripulacions, ajuts electròniques i noves tàctiques, com la creació d'un cos "d'exploradors" per marcar els objectius al cos principal.

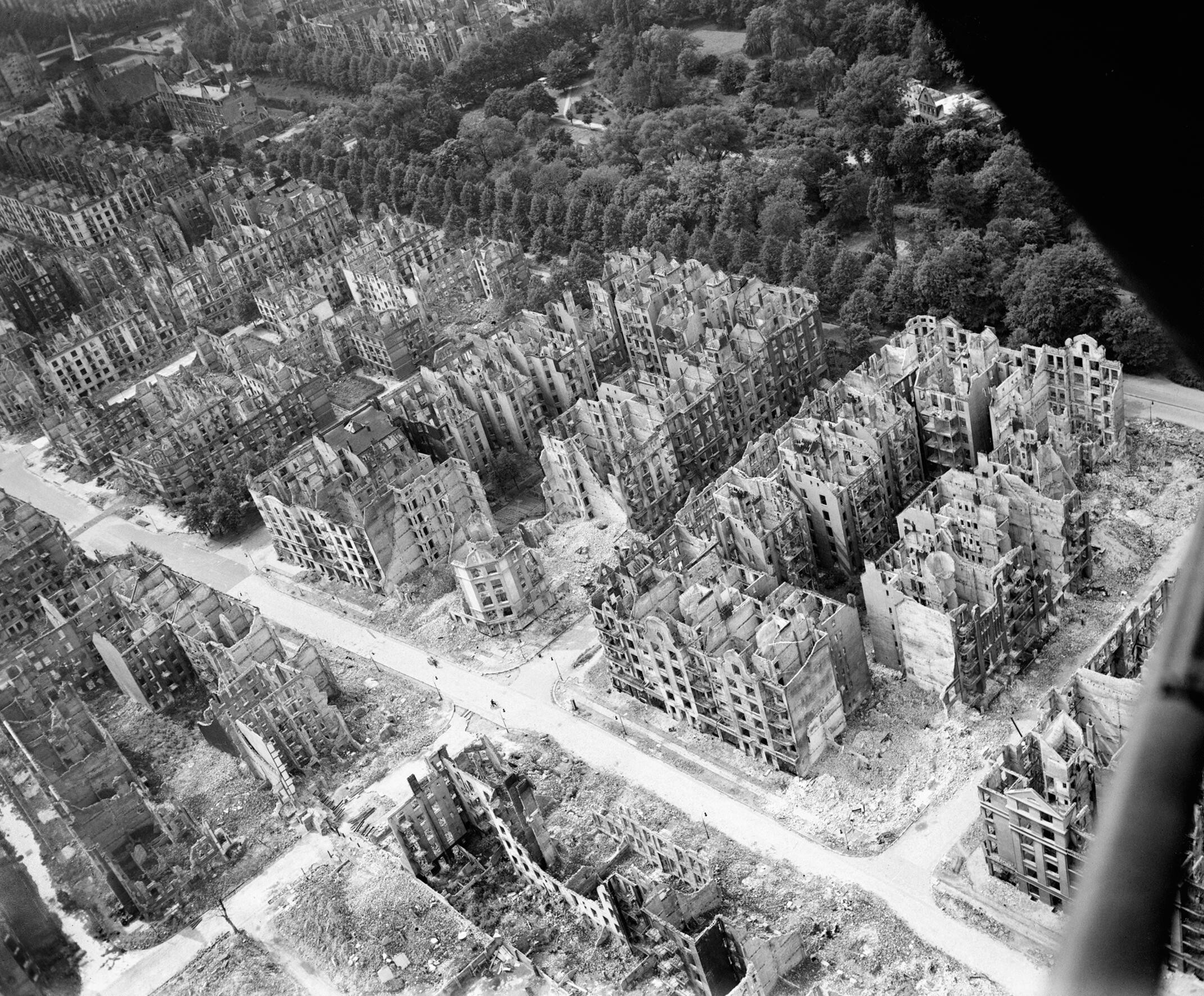
Runes a Hamburg durant 1944-45

Bomber Harris, que dirigiria la campanya de bombardeig, afirmà que "a manca d'un escot, vam fer servir un garrot". Creia que si bé el millor seria fer atacs precisos, donada la mancança de capacitat per fer-ho, seria necessari fer-ho amb el que es pogués. Acceptà el bombardeig d'àrea, tot i que sabia que moririen civils, ja que era triar entre el bombardeig d'àrea o no bombardejar, i el bombardeig d'àrea equivalia a llançar grans quantitats de bombes en una àrea plena d'indústries i activitats requerides per a l'esforç de guerra alemany.
Durant els primers mesos de la campanya de bombardeig d'àrea, s'establí un debat intern al govern britànic sobre l'ús més efectius dels limitats recursos del país per tal que seguís la guerra contra Alemanya. Per tal de donar suport a la campanya de bombardeig, el Professor F.W. Lindemann presentà un document que tingué una gran influència, segons el qual l'ús del bombardeig d'àrea estava justificat perquè deixava sense llar als treballadors alemanys i era la forma més efectiva de reduir la seva moral i atemptar contra la producció de guerra enemiga.
El Jutge Singleton, membre de l'Alt Tribunal, va ser preguntat pel govern perquè investigués les diferents opinions. En el seu informe, lliurat el 20 de maig de 1942, concloïa en què "si Rússia pot mantenir a Alemanya dubto si Alemanya suportarà 12 ó 18 mesos d'un bombardeig continu, intens i en increment afectant la seva producció, el seu poder de resistència, les seves indústries i la seva voluntat de resistir (que és el que jo entenc per moral)". Al final, gràcies en part al desnonament produït, va ser aquest punt de vista el que va prevaler, i el Comandament de Bombarders seguiria sent un component important de l'esforç de guerra britànic fins al final de la Segona Guerra Mundial. Una gran proporció de la producció industrial del Regne Unit va ser dedicada a la creació d'una gran flota de bombarders pesats (amb la qual cosa altres àrees vitals de la producció de guerra van rebre menys recursos dels que els calia). Fins al 1944, l'efecte sobre la producció alemanya va ser molt petit i generà dubtes sobre si calia dirigir-hi més esforç; però la resposta va ser que no hi havia res on es pogués dirigir aquest esforç i que els resultats fossin majors.
El sistema de transport alemany va quedar molt malmès. Malgrat els esforços alemanys per minimitzar la productivitat industrial mitjançant la dispersió de les instal·lacions, així com l'ús extensiu de la mà d'obra esclava, el règim nazi experimentà un declivi en la capacitat de subministrar material. A més, la Luftwaffe havia quedat molt afeblida en el curs dels seus esforços defensius fins al punt que a mitjans de 1944, els Aliats podien llançar operacions durant les hores de llum al dominar totalment els cels, la qual cosa seria decisiva en l'èxit aliat durant la Campanya de Normandia i les operacions posteriors cap al final de la guerra.

### El bombardeig americà a Europa
A mitjans de 1942, les Forces Aèries de l'Exèrcit dels Estats Units (United States Army Air Forces-USAAF) arribaren a Europa i llançà alguns atacs. El gener de 1943, a la Conferència de Casablanca, s'acordà que les operacions contra Alemanya del Comandament de Bombarders de la RAF seria reforçat per la USAAF en un pla combinat d'operacions ofensives anomenat Operació Boca de Canó. El Mariscal de la RAF Sir Portal va haver d'encarregar-se de la direcció estratègica tant de les operacions de bombardeig britàniques com americanes. El text de la directiva de Casablanca deia que "l'objectiu primari serà la destrucció progressiva del sistema militar, industrial i econòmic alemany i danyar la moral dels alemanys fins al punt en què la seva capacitat de resistència armada quedi fatalment afeblida". Quan l'ofensiva combinada de bombardeig s'inicià el 4 de març de 1943, només estaven disponibles 669 bombarders pesats de la RAF i 303 de la USAAF.

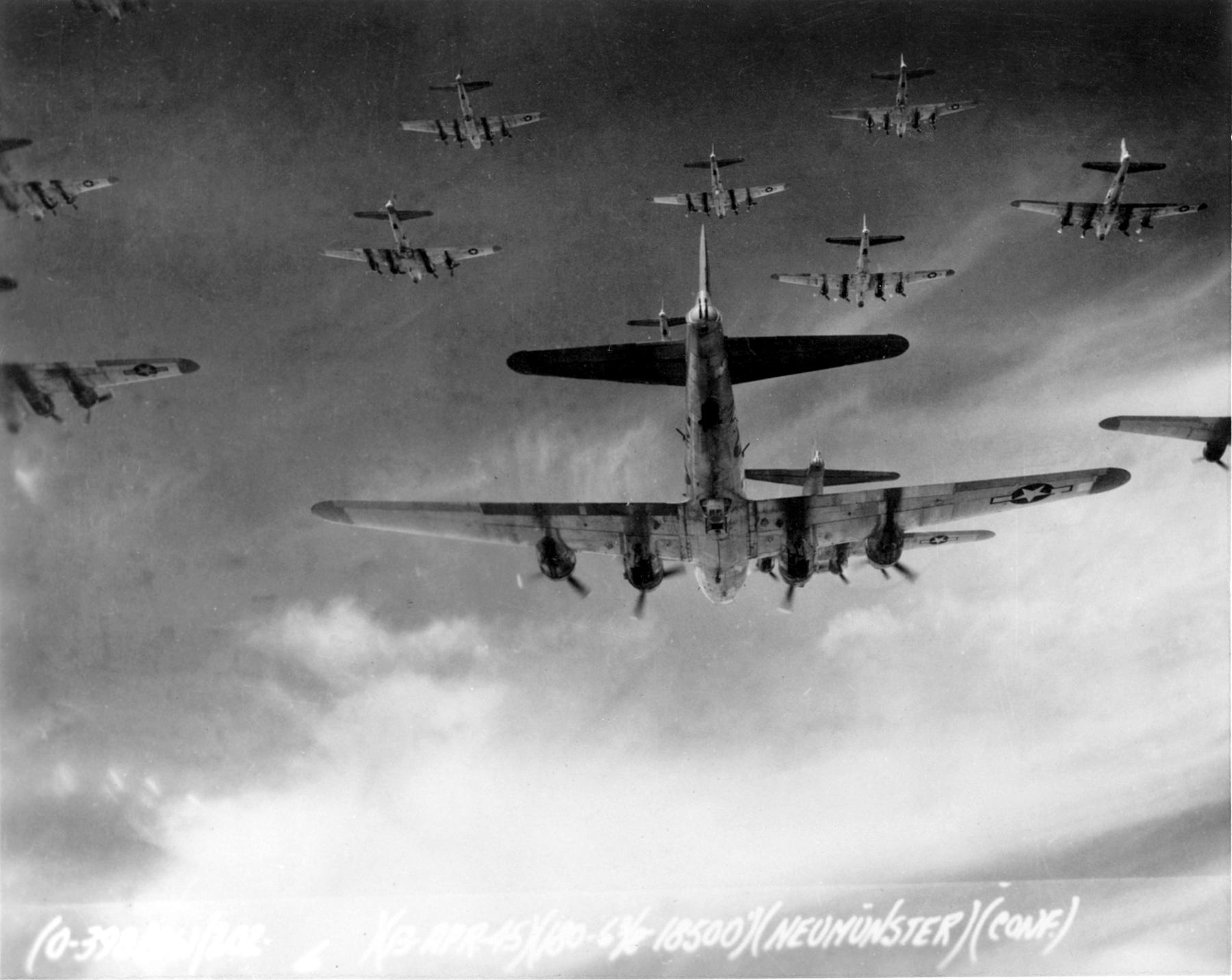
B-17 Flying Fortress del 398è Grup de Bombardeig dirigint-se cap a Neumünster (Alemanya) el 13 d'abril de 1945, menys d'un mes abans de la rendició alemanya

A Europa, la Vuitena Força Aèria Americana llançà els seus atacs a plena llum del dia, i els seus bombarders portaven menys càrrega que els britànics, en part a causa del seu armament defensiu, més pesat i més necessari. Els caps de la USAAF exigien el bombardeig de precisió sobre els objectius militars, i rebutjaven com a tocats el que eren simplement bombardeigs indiscriminats de ciutat; en realitat, el bombardeig de dia era "de precisió" només en el sentit que la majoria de les bombes queien a algun lloc a prop de la zona designada específicament com a objectiu. Convencionalment, la zona d'objectiu era un cercle d'un radi d'un kilòmetre al voltant de l'objectiu de l'atac. A mesura que la punteria millorava durant la guerra, només un 20% de les bombes llançades en objectius de precisió queien en aquesta zona. A la tardor de 1944, només el 7% de totes les bombes llançades per la 8a Força Aèria queien en aquest radi de mil metres.
No obstant això, la quantitat d'explosius llançats dia i nit van ser suficients per causar grans danys i, més important des d'un punt de vista militar, van fer que Alemanya hagués de destinar molts recursos per contrarestar-lo. De fet, la major contribució de la campanya de bombardeigs aliada va ser aquesta: la diversió dels recursos alemanys.
Les operacions nord-americanes s'iniciaren amb els atacs de "Boca de Canó", destinats a eliminar punts claus de l'economia alemanya. Aquests atacs es manifestaren als infames atacs de Schweinfurt. Formacions de bombarders sense escorta no eren rival pels caces alemanys, que causaven grans pèrdues. Desesperats, la 8a Força aturà les operacions aèries sobre Alemanya fins que es pogués desenvolupar un caça amb un gran radi d'acció, que acabà sent el P-51 Mustang, capaç de volar fins a Berlín i tornar.
Amb l'arribada de la Quinzena Força Aèria, amb seu a Itàlia, el comandament de les Forces Aèries Americanes a Europa es consolidà a les Forces Aèries Estratègiques dels Estats Units (United States Strategic Air Forces - USSTAF). Amb l'afegit dels Mustangs, l'Ofensiva Combinada de Bombardeigs tornà. Els planificadors marcaren com a objectiu la mateixa Luftwaffe en una operació anomenada com la "Gran Setmana" (20 a 25 de febrer de 1944), la qual tingué uns resultats brillants: les pèrdues van ser tan altes que la indústria s'hagué de dispersar de forma massiva i l'arma de caces de dia mai no es recuperà completament.
El 27 de març de 1944, els Caps d'Estat Major Combinats llançaren ordres garantint el control de totes les forces aèries aliades a Europa, inclòs els bombarders estratègics, al General Dwight D. Eisenhower, Comandant Suprem Aliat, que delegà el comandament en el seu segon al SHAEF, el Mariscal en Cap de l'Aire Arthur Tedder. Algunes figures superiors mostraren resistència a aquesta ordre, entre ells el mateix Winston Churchill, a més de Harris i Carl Spaatz, però després d'alguns debats, l'1 d'abril de 1944, el control dels bombarders passà a mans del SHAEF. Quan l'Ofensiva Combinada de Bombarders finalitzà oficialment l'1 d'abril, els aviadors aliats estaven a punt d'aconseguir la superioritat aèria sobre tot Europa. Mentre que continuaven amb alguns bombardeigs estratègics, tant la USAAF com la RAF es dedicaren a la batalla tàctica aèria en suport a la invasió de Normandia. No va ser fins a mitjans de setembre en què la campanya de bombardeig estratègic d'Alemanya tornà a ser la prioritat de la USSTAF.
Les dues campanyes paral·leles, la USAAF durant el dia i la RAF durant la nit, van iniciar-se amb bombardeigs massius sobre les zones industrials alemanyes, notablement sobre el Ruhr, als que seguiren directament els bombardeigs sobre les ciutats com Hamburg (Operació Gomorra), Kassel, Pforzheim, Mainz i el molt criticat bombardeig de Dresden.

### Efectivitat

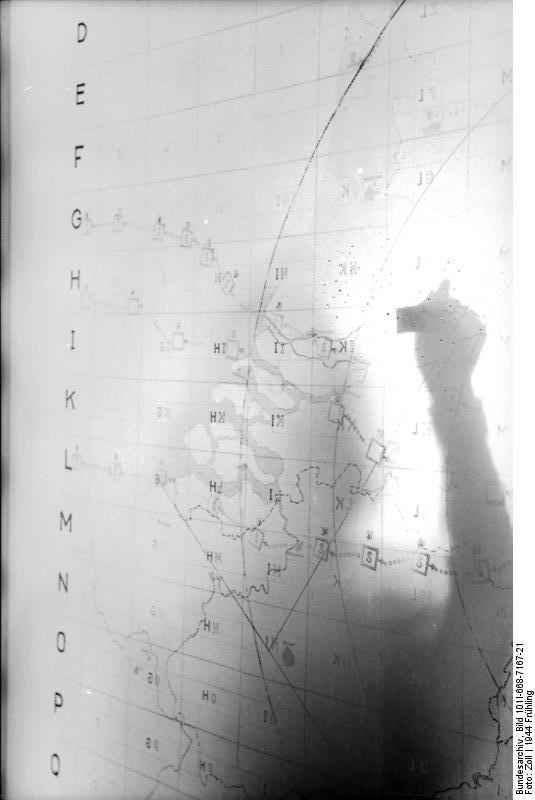
Un soldat alemany marca les coordenades a un mapa a la divisió antiaèria de Duisburg-Wolfsburg

El bombardeig estratègic ha estat criticat des d'un punt de vista pràctic perquè no sempre funciona segons les previsions.
Gran part dels dubtes sobre l'efectivitat de la guerra de bombarders ve del fet que la producció industrial alemanya s'incrementà durant la guerra. Si bé això és cert, no s'ha d'oblidar que la producció també s'incrementà als Estats Units, el Regne Unit, la Unió Soviètica, Canadà i Austràlia. I, a tots aquests països, la taxa de producció s'incrementà molt més ràpidament que a Alemanya. Fins ja avançada la guerra, la indústria no havia estat totalment dedicada a aquesta i els treballadors alemanys treballaven en un únic torn. Simplement augmentant el treball a 3 torns, la producció s'hagués pogut triplicar sense canviar la infraestructura. Però els atacs sobre les infraestructures estaven tenint lloc; i els atacs sobre els canals i les carreteres dificultaven el transport de material.
Els atacs sobre la producció petrolera, les refineries i les reserves de combustible van ser extremadament exitoses i van ser una gran contribució al col·lapse general d'Alemanya el 1945. Els bombardeigs de les instal·lacions petroleres esdevingueren la major preocupació d'Albert Speer; però quan això succeí, la guerra ja havia arribat a tal punt en què Alemanya no trigaria a ser derrotada. Això no obstant, sí que és cert que va fer més curta la guerra, salvant moltes vides.
Els mateixos alemanys afirmaren que l'ofensiva de bombardeig alemanya els havia causat molts problemes. Speer afirmà repetidament (tant durant com després de la guerra) que els causà problemes crucials de producció. L'almirall Karl Dönitz, comandant de l'arma de submarins, afirmà a les seves memòries que no poder disposar del U-Boot tipus XXI (que hagués modificat completament l'equilibri a la Batalla de l'Atlàntic) va ser culpa dels bombardeigs; però els estudis nord-americans van concloure que els retards en la producció dels nous submarins no es podia atribuir als atacs aeris.

### Efectes sobre la moral

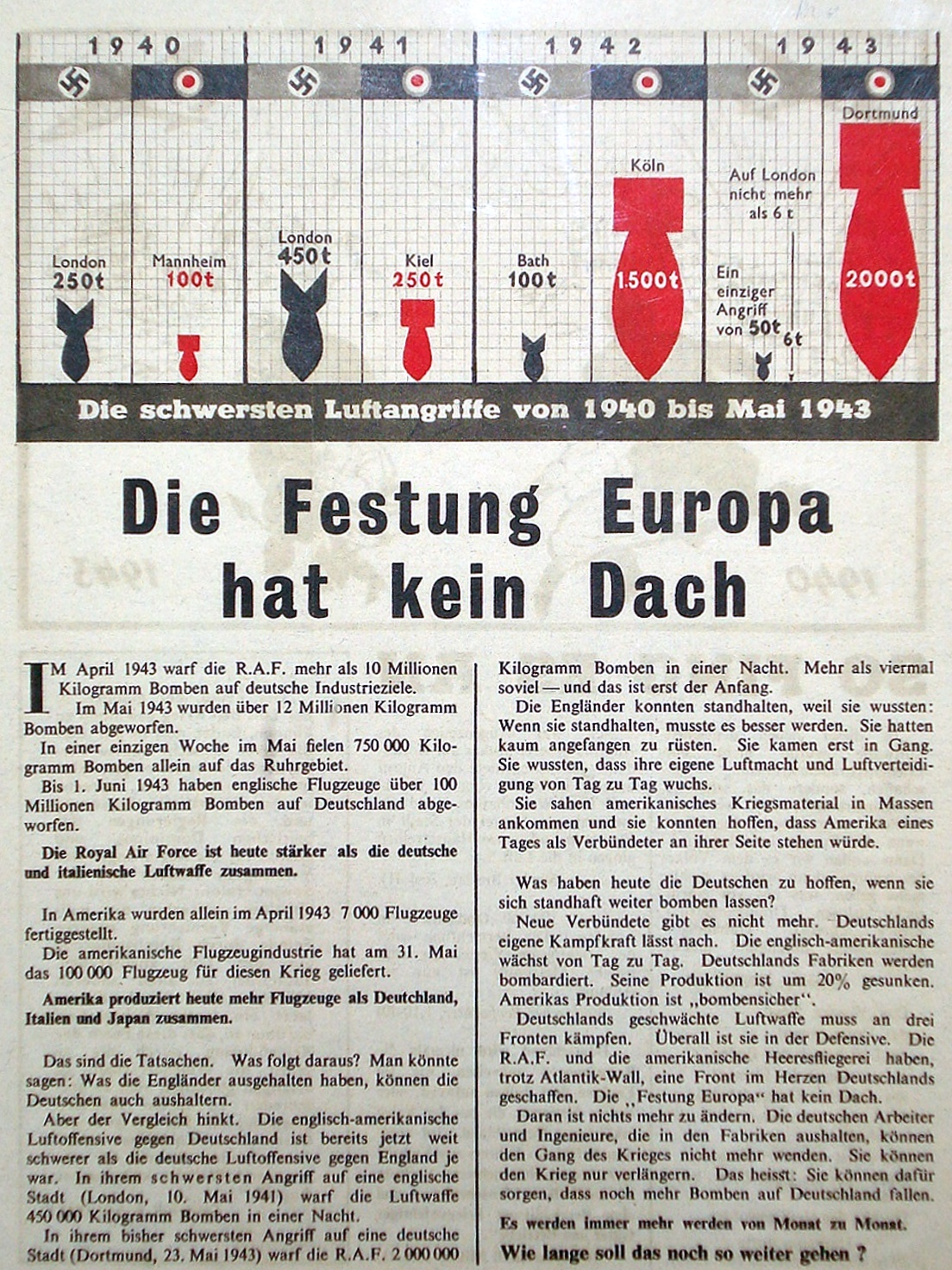
Pamflets de propaganda llançats per la RAF després d'un atac sobre Essen.

Tot i que la campanya de bombardeig estratègic estava destinada a trencar la voluntat de l'enemic, sovint succeí exactament a l'inrevés. Els britànics no van rendir-se sota el Blitz alemany ni sota cap altra atac aeri d'inicis de la guerra; sinó que seguiren treballant durant tota la guerra i el menjar i els subministraments bàsics arribaven.
A Alemanya, la moral no va caure davant la campanya de bombardeig, que va ser molt més extensa i devastadora que la que patiren els Britànics. A més, els alemanys van diferenciar clarament la moral de la voluntat: la voluntat es mantingué més o menys inalterable; igual que al Japó, no hi hagué manifestacions pel país demanant la capitulació, i els treballadors alemanys, estoics, van mantenir la producció als nivells tan alts com els va ser possible. Molts civils alemanys, principalment dones i nens, van ser evacuats de les ciutats en les darreres etapes de la guerra. En alguns casos treballadors van ser substituïts per presoners o per treballadors forçats amb una moral baixa, que eren castigats pels vigilants de les SS si el treball no era satisfactori.

### Estadístiques del bombardeigs Aliats 1939-1945
|     | Sortides | Pèrdues |
| --- | -------- | ------- |
| Nit | 297.663  | 7.449   |
| Dia | 66.851   | 876     |

| Any   | Commandament de Bombarders de la RAF (tones) | 8a Força Aèria (tones) |
| ----- | -------------------------------------------- | ---------------------- |
| 1939  | 31                                           | —                      |
| 1940  | 13.033                                       | —                      |
| 1941  | 31.504                                       | —                      |
| 1942  | 45.561                                       | 1.561                  |
| 1943  | 157.457                                      | 44.165                 |
| 1944  | 525.518                                      | 389.119                |
| 1945  | 191.540                                      | 188.573                |
| Total | 964.644                                      | 623.418                |

|                                 | Tons      | Percent |
| ------------------------------- | --------- | ------- |
| 8a Força Aèria (inclou caces)   | 692.918   |         |
| 9a Força Aèria                  | 225.799   |         |
| 12a Força Aèria                 | 207.367   |         |
| 15 a Força Aèria (inclou caces) | 312.173   |         |
| 1a Força Aèria Tàctica          | 25.166    |         |
| Total USAAF                     | 1.463.423 | 52.8    |
| Comandament de Bombarders       | 1.066.141 |         |
| Comandament de Caces            | 3.910     |         |
| 2a Força Aèria Tàctica          | 69.138    |         |
| Comandament de la Mediterrània  | 167.928   |         |
| Total RAF                       | 1.307.117 | 47.2    |
| Total                           | 2.770.540 | 100.0   |

## Àsia
A Àsia, la major part del bombardeig estratègic va ser dut a terme pels japonesos i els nord-americans. La Commonwealth britànica planejava que un cop hagués finalitzat la guerra a Europa, una força de bombardeig estratègic de més de 1.000 bombarders pesats (la "Tiger force") seria enviada a l'Extrem Orient; però finalment aquest traspàs no es realitzà mai.
| Ciutat japonesa | % àrea destruïda |
| --------------- | ---------------- |
| Yokohama        | 58%              |
| Tòquio          | 51               |
| Toyama          | 99               |
| Nagoya          | 40               |
| Osaka           | 35,1             |
| Nishinomiya     | 11,9             |
| Shimonoseki     | 37,6             |
| Kure            | 41,9             |
| Kobe            | 55,7             |
| Omuta           | 35,8             |
| Wakayama        | 50               |
| Kawasaki        | 36,2             |
| Okayama         | 68,9             |
| Yawata          | 21,2             |
| Kagoshima       | 63,4             |
| Amagasaki       | 18,9             |
| Sasebo          | 41,4             |
| Moji-ku         | 23,3             |
| Miyakonojō      | 26,5             |
| Nobeoka         | 25,2             |
| Miyazaki        | 26,1             |
| Ube             | 20,7             |
| Saga            | 44,2             |
| Imabari         | 63,9             |
| Matsuyama       | 64               |
| Fukui           | 86               |
| Tokushima       | 85,2             |
| Sakai (Osaka)   | 48,2             |
| Hachioji        | 65               |
| Kumamoto        | 31,2             |
| Isesaki         | 56,7             |
| Takamatsu       | 67,5             |
| Akashi          | 50,2             |
| Fukuyama        | 80,9             |
| Aomori          | 30               |
| Okazaki         | 32,2             |
| Ōita            | 28,2             |
| Hiratsuka       | 48,4             |
| Tokuyama        | 48,3             |
| Yokkaichi       | 33,6             |
| Ujiyamada       | 41,3             |
| Ōgaki           | 39,5             |
| Gifu            | 63,6             |
| Shizuoka        | 66,1             |
| Himeji          | 49,4             |
| Fukuoka         | 24,1             |
| Kōchi           | 55,2             |
| Shimizu         | 42               |
| Omura           | 33,1             |
| Chiba           | 41               |
| Ichinomiya      | 56,3             |
| Nara            | 69,3             |
| Tsu             | 69,3             |
| Kuwana          | 75               |
| Toyohashi       | 61,9             |
| Numazu          | 42,3             |
| Choshi          | 44,2             |
| Kofu            | 78,6             |
| Utsunomiya      | 43,7             |
| Mito            | 68,9             |
| Sendai          | 21,9             |
| Tsuruga         | 65,1             |
| Nagaoka         | 64,9             |
| Hitachi         | 72               |
| Kumagaya        | 55,1             |
| Hamamatsu       | 60,3             |
| Maebashi        | 64,2             |

### Bombardeig japonès

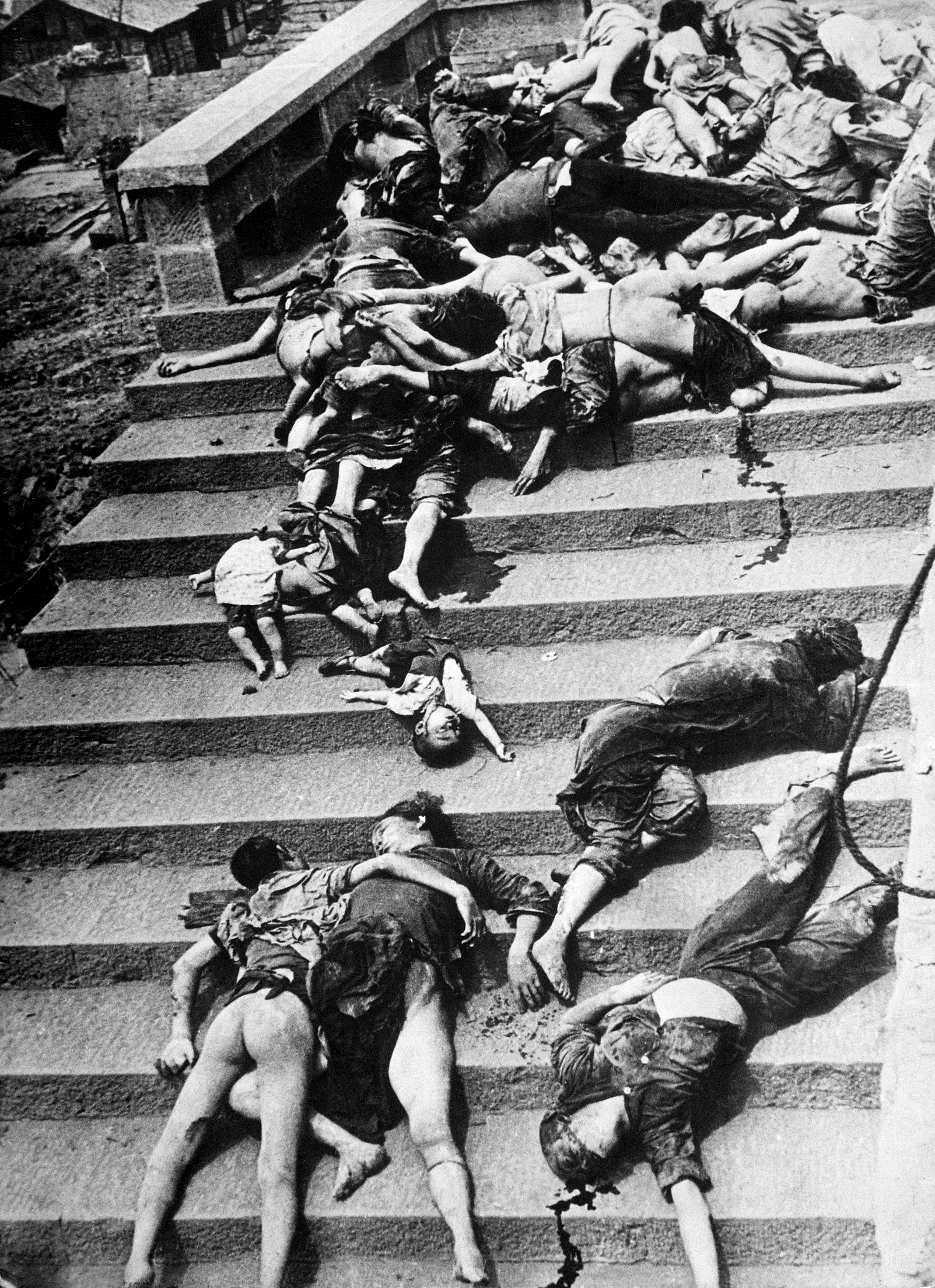
Morts xinesos durant un atac de pànic durant el bombardeig aeri japonès de Chongqing el juny de 1941

El bombardeig estratègic japonès va ser portat a terme de manera independent pel Servei Aeri de la Marina Imperial Japonesa i pel Servei Aeri de l'Exèrcit Imperial Japonès. Els bombardeigs es dirigiren principalment a les grans ciutats xineses, com Shanghai, Wuhan i Chongqing, amb uns 5.000 atacs llançats entre febrer de 1938 i fins a agost de 1943.
El bombardeig de Nanjing i Canton, que començà el 22 i el 23 de setembre de 1937, comportaren grans protestes que culminaren en una resolució del Comitè de l'Extrem Orient de la Lliga de Nacions. Lord Cranborne, el sub-secretari britànic d'afers exteriors, expressà la seva indignació: 
| « | Les paraules no poden expressar els sentiments d'horror profund amb què s'havia rebut al món civilitzat la notícia d'aquests atacs. Aquests, sovint eren dirigits contra llocs llunyans de la zona de combat. L'objectiu militar, si existia, semblava quedar en segon terme. L'objectiu principal sembla inspirar terror a les masses de civils..." | » |

També van llançar-se atacs sobre Filipines i l'Austràlia septentrional (Darwin, el 19 de febrer de 1942). El Servei Aeri de la Marina Naval Japonesa usà tàctiques de bombardeig contra els aeroports enemics i les posicions militars, com Pearl Harbor. El Servei Aeri de l'Exèrcit Imperial Japonès també atacà vaixells enemics i instal·lacions militars.

### Bombardeig estratègic estatunidenc sobre el Japó
El bombardeig estratègic estatunidenc del Japó tingué lloc entre 1942 i 1945. Durant els 7 darrers mesos de la campanya, un canvi en les tàctiques de bombardeig resultà en una gran destrucció de 67 ciutats japoneses, amb uns 500.000 japonesos morts i uns 5 milions que van perdre la seva llar. L'Emperador Hirohito, veient la destrucció de zones de Tòquio al març de 1945, va fer que comencés a involucrar-se personalment en el procés de pau, que culminà en la rendició del Japó cinc mesos després.

#### Bombardeig convencional
El primer atac nord-americà sobre les principals illes japoneses va ser l'Atac de Doolittle del 18 d'abril de 1942, quan 16 B-25 Mitchell van enlairar-se des del USS Hornet per atacar objectius terrestres, incloent Yokohama i Tòquio, i després volar fins a aeròdroms a la Xina. Els atacs no van tenir cap rellevància militar, però sí que van ser una significativa victòria propagandística. Llançats prematurament, cap dels avions arribà a l'aeroport de destinació final. Tots els avions s'estavellaren, excepte un que va aterrar a la Unió Soviètica (i on la tripulació va quedar internada). Dues tripulacions van ser capturades pels japonesos.
La clau per bombardejar el Japó va ser el desenvolupament dels B-29 Superfortress, que tenien un radi d'operacions de 2.400 km; gairebé un 90% de les bombes llançades sobre el Japó van ser des d'aquests bombarders (147.000 tones). El primer atac dels B-29 sobre Japó des de la Xina va ser el 15 de juny de 1944. Els avions s'enlairaren des de Chengdu, a 1.500 milles. Aquest primer atac no va causar grans danys al Japó. Només 47 dels 68 B-29 que hi participaren arribà a la zona d'objectiu; 4 abandonaren la missió per problemes mecànics, 4 s'estavellaren, 4 van abandonar la càrrega per problemes mecànics, i els altres llançaren les bombes sobre objectius secundaris o sobre objectius d'oportunitat. Només es va perdre un dels B-29 pel foc antiaeri. El primer atac des de l'est va ser el 24 de novembre de 1944, quan 88 avions van bombardejar Tòquio. Les bombes van ser llançades des d'una alçada de 10.000m, i s'estima que només un 10% de les bombes van tocar els objectius previstos.

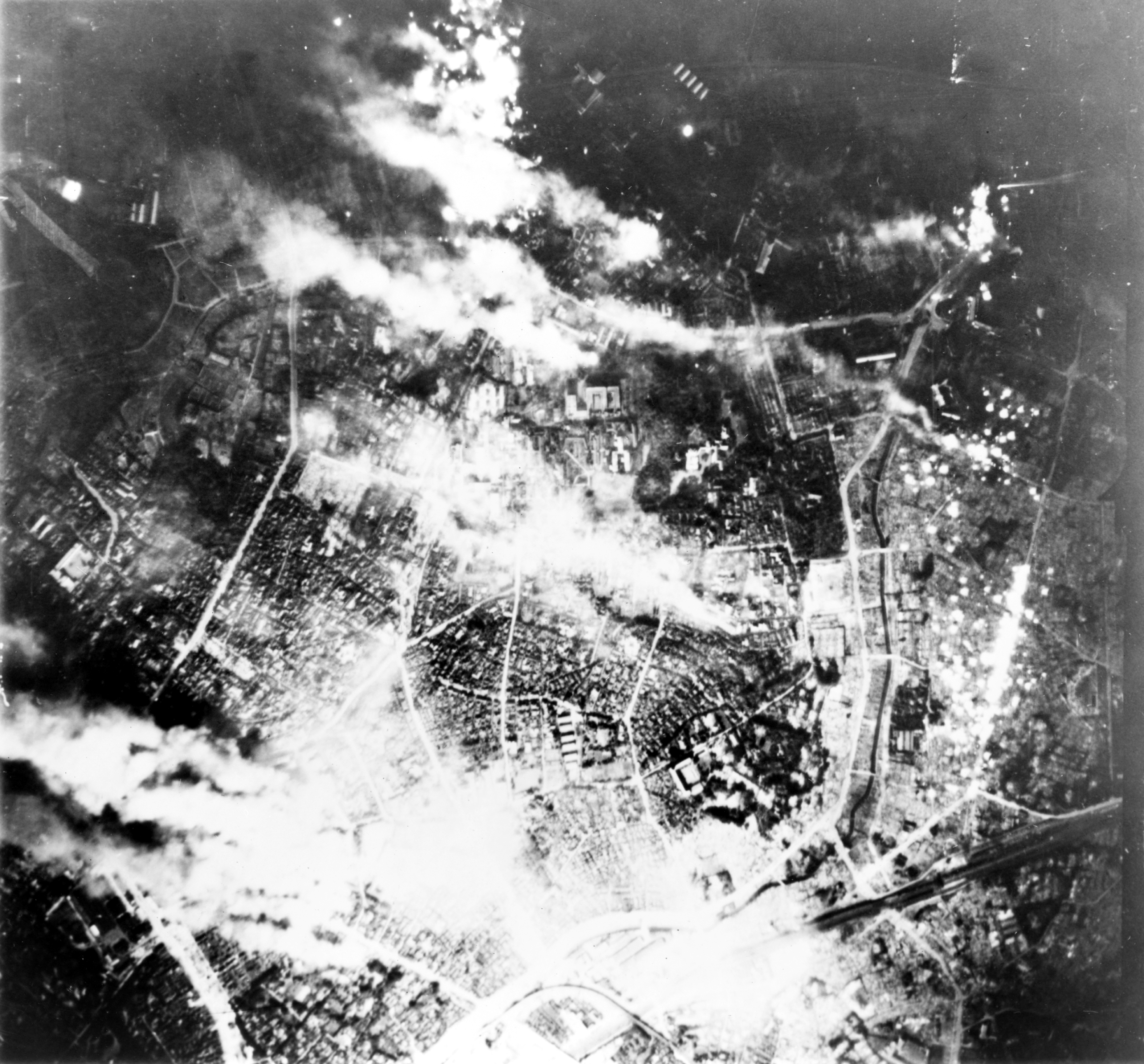
Tòquio en flames durant un atac incendiari, 26 de maig de 1945.

Els atacs inicials van ser llançats per la Vintena Força Aèria, que operava des de la Xina continental en l'Operació Matterhorn, sota el XX Comandament de Bombarders. En un inici, la 20a Força Aèria estava comandada per Hap Arnold, i després per Curtis LeMay. Les bases a la Xina van ser completament insatisfactòries, ja que era difícil de mantenir-hi el subministrament (el material havia de ser portat des de l'Índia), i els B-29 només podien arribar al Japó si portaven dipòsits extra de combustible (a costa de la càrrega de bombes). Quan la campanya de salt d'illa de l'almirall Chester Nimitz capturà illes suficientment a prop del Japó perquè poguessin operar els B-29, la 20a Força Aèria va ser assignada al XXI Comandament de Bombarders, que organitzà una campanya de bombardeig contra les illes japoneses molt més efectiva. Amb bases a les Marianes (a Guam i a Tinian en particular), els B-29 podien volar amb les bodegues plenes de bombes i rebien els subministraments mitjançant vaixells de càrrega i petrolers.
A diferència de les altres forces al teatre d'operacions, el Comandament de Bombarders no informava als comandants dels altres teatres en particular, sinó que ho feia directament a la Junta de Caps d'Estat Major. Al març de 1945, van ser situats dins de les Forces Aèries Estatunidenques Estratègiques al Pacífic, comandades pel General Carl Spaatz.
Com a Europa, la USAAF intentà el bombardeig de precisió diurn. Però donades les condicions climatològiques al Japó, com que les bombes queien des d'una gran alçada, eren desviades pels forts vents. El General LeMay, comandant del XXI Comandament de Bombarders, començà a llançar atacs incendiaris en massa durant la nit des d'alçades de 2.100m sobre les majors concentracions urbanes (Tòquio, Nagoya, Osaka i Kobe). Malgrat que en un inici els èxits van ser limitats (particularment sobre Nagoya), LeMay estava decidit a usar aquestes tàctiques de bombardeig contra les vulnerables ciutats japoneses; mentre que se seguien llançant atacs estratègics des de baixa alçada durant el dia.
El primer atac incendiari d'èxit va ser sobre Kobe el 3 de febrer de 1945, i després de l'èxit la USAAF continuà la tàctica. Prop de la meitat de les principals fàbriques de la ciutat van resultar malmesa, i la producció de les drassanes del port va quedar molt reduïda.
Gran part de l'armament defensiu i del blindatge dels bombarders va ser retirat per permetre'ls portar una major càrrega de bombes; les defenses aèries japoneses, en termes d'artilleria antiaèria i caces nocturns era tan feble que això no representava cap risc. El primer atac d'aquest tipus sobre Tòquio es produí la nit del 23-24 de febrer, quan 174 B-29s destruïren prop de 3 km² de la ciutat. Després d'aquest èxit, 334 B-29 hi tornaren la nit del 9-10 de març, llançant prop de 1.700 tones de bombes. Al voltant de 41 km² de la ciutat van ser destruïts, i s'estima que unes 100.000 persones van morir en la tempesta de foc. La destrucció i els danys van ser pitjors als barris a l'est del Palau Imperial, i és l'atac convencional més destructiu de tota la història. La ciutat estava construïda principalment de fusta i paper, i els bombers no podien fer res davant d'allò. Els focs cremaren fora de control, l'aigua dels canals va arribar a bullir i blocs sencers d'edificis es van incendiar espontàniament a causa de la calor. Els efectes del bombardeig de Tòquio demostraren que els temors expressats per l'almirall Yamamoto el 1939 eren certs, quan afirmà que "les ciutats japoneses, fetes de fusta i paper, cremaran molt fàcilment. L'Exèrcit parla molt fort, però si la guerra arriba i hi ha atacs aeris a gran escala, no hi ha paraules pel que podrà passar."
En els dues setmanes posteriors, gairebé van haver 1.600 sortides més contra les quatre ciutats, destruint 80 km² a un cost de 22 bombarders. Al juny, prop d'un 40% de les zones urbanes de les 6 principals ciutats japoneses (Tòquio, Nagoya, Kobe, Osaka, Yokohama i Kawasaki) estava devastat. Els prop de 600 bombarders de LeMay a més destruïren desenes de ciutats menors i centres manufacturadors durant les setmanes següents.
Abans que caiguessin les bombes, es llançaven pamflets advertint de l'atac la població civil i urgint-los a fugir de la ciutat. Això era vist com una forma de guerra psicològica, un element molt a tenir en compte. A més, també es llançaven pamflets en ciutats que no anaven a ser bombardejades, però així es creava un clima d'incertesa i absentisme.
Un any després de la guerra, els informes de la USAAF afirmaren que s'havia infraestimat el poder del bombardeig estratègic combinat amb el bloqueig naval i les derrotes militars prèvies per fer que el Japó es rendís incondicionalment sense necessitat d'envair-lo. El juliol de 1945, només s'havia desplegat una part de la força de bombardeig prevista. De fet, hagués estat molt més efectiu usar la potència aèria des dels portaavions i les bases terrestres contra la navegació mercant, i així entre les mines llançades des dels avions i la campanya submarina l'aïllament del país hagués estat total i hagués accelerat l'estrangulament del país i hagués acabat abans amb la guerra. Un estudi posterior a la guerra fet per la Marina dels Estats Units constatà que les mines navals llançades pels B-29 eren la causa del 60% de les pèrdues dels vaixells japonesos en els sis darrers mesos de la guerra. A l'octubre de 1945, el Príncep Fumimaro Konoe va dir que l'enfonsament dels vaixells japonesos fet pels avions nord-americans juntament amb la campanya de mines dels B-29 havia estat tan efectiva com els atacs dels B-29 sobre la indústria, tot i que també va admetre que el que ens portà a decidir que calia fer la pau va ser el bombardeig prolongat dels B-29.

#### Bombardeig atòmic

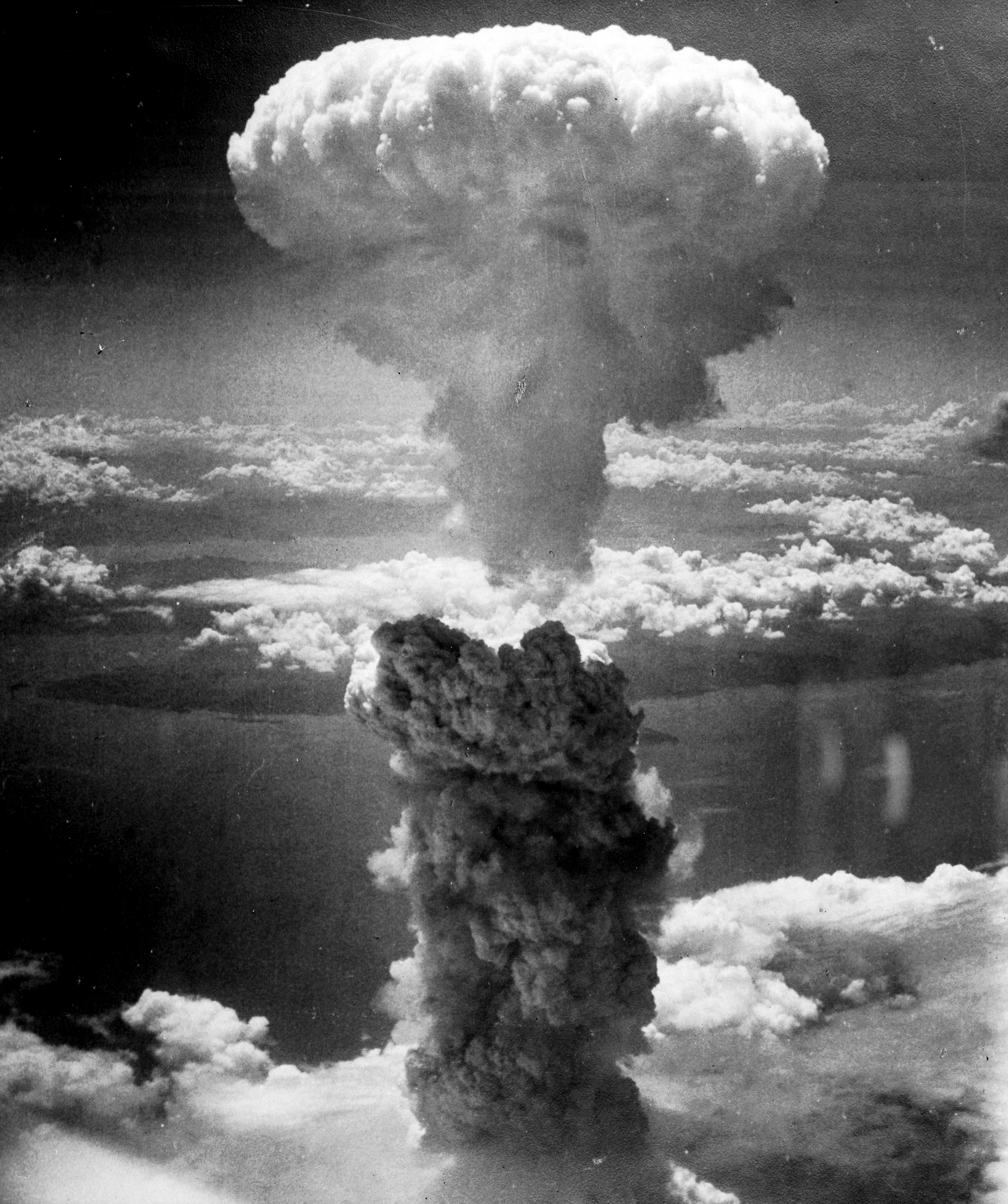
El bolet atòmic del bombardeig de Nagasaki, que s'alçà uns 18 km per damunt del punt d'impacte

Els bombardeigs atòmics d'Hiroshima i Nagasaki van ser ordenats pel President dels Estats Units Harry Truman. Després de 6 mesos de llançar bombardeigs incendiaris contra 67 ciutats japoneses, el 6 d'agost de 1945, la bomba atòmica "Little Boy", composta d'urani enriquit, va ser llançada sobre la ciutat d'Hiroshima; seguida el 9 d'agost per la detonació de la bomba de plutoni "Fat Man" sobre Nagasaki. Fins a la data, aquests han estat els únics llançaments de bombes atòmiques en guerra.
Almenys 140.000 persones van morir a Hiroshima. Un 15,3% de la ciutat quedà totalment arrasada, mentre que a Nagasaki en moriren unes 80.000 i la destrucció de la ciutat arribà fins al 45%.,
a més dels milers que posteriorment van morir a causa de les ferides o de la radiació. En ambdues ciutats, la immensa majoria dels morts van ser civils.
El 15 d'agost de 1945, l'Imperi del Japó anuncià la seva rendició a les Potències Aliades, signant la rendició el 2 de setembre, posant punt final de manera oficial a la Segona Guerra Mundial. A més, l'experiència del bombardeig va fer que el Japó adoptés els Tres Principis No Nuclears, que prohibia al Japó tenir armament nuclear.